# Planetary Data System
El Planetary Data System (PDS) és un sistema de dades distribuïts que la NASA utilitza per arxivar les dades recollides per les missions del Sistema Solar.
El PDS és un arxiu actiu que posa a disposició de la comunitat investigadora informació planetària ben documentada i revisada per experts. Les dades provenen de missions orbitals, terrestres i robòtiques i dades de suport en terra associades a aquestes missions. Està gestionat per la Divisió de Ciències Planetàries de la seu de la NASA.

## Filosofia d'arxiu de PDS
L'objectiu principal del PDS és mantenir un arxiu de dades planetari que resisteixi la prova del temps, de manera que les futures generacions de científics puguin accedir, comprendre i utilitzar dades planetàries preexistents. El PDS intenta garantir la compatibilitat de l'arxiu adherint-se als estrictes estàndards dels mitjans d'emmagatzematge, els formats d'arxiu i la documentació requerida..

### Mitjans d'emmagatzematge
Un component crític de l'arxiu PDS és el mitjà d'emmagatzematge. Les dades s'han d'emmagatzemar eficaçment i de forma eficient sense degradar-ne les dades al llarg de la vida útil de l'arxiu. Per tant, els mitjans físics han de tenir una gran capacitat i han de romandre llegibles durant molts anys. PDS està migrant cap a l'emmagatzematge electrònic com a mitjà "estàndard"..

### Formats d'arxiu
El format de les dades també és important. En general, els formats transparents i no propietaris són els millors. Quan s'envia un format propietari a l'arxiu (com ara un document de Microsoft Word) també cal un fitxer de text sense format que l'acompanyi. Se suposa que els científics del futur almenys podran donar sentit als bytes ASCII regulars, encara que el programari propietari i el suport deixin d'existir. PDS permet incloure figures i il·lustracions a l'arxiu com a imatges individuals. PDS s'adhereix a molts altres estàndards, que inclouen, entre d'altres, convencions especials de noms d'arxius i directoris i requisits d'etiquetes. Cada fitxer de l'arxiu PDS ve acompanyat d'una etiqueta de cerca (adjunta o deslligada) que descriu el contingut del fitxer.

### Arxiu de documents
L'arxiu ha de ser complet i ser capaç de mantenir-se sol. No hi ha cap garantia que les persones que inicialment treballessin i presentessin les dades a l'arxiu estaran disponibles en el futur per fer preguntes sobre les dades, el seu calibratge o la missió..Per tant, l'arxiu ha d'incloure una bona documentació descriptiva de com funcionava la nau espacial i què signifiquen les dades. La qualitat de la documentació s'examina durant una revisió independent de la missió PDS.

## Nodes
El PDS està format per 8 nodes, 6 nodes de disciplina científica i 2 nodes de suport. A més, hi ha diversos subnodes i nodes de dades l'estat exacte dels quals tendeix a canviar amb el pas del temps.

### Nodes de disciplina científica
- Node d'atmosferes: maneja dades atmosfèriques sense imatges (Universitat de Nou Mèxic)
- Node de geociències: maneja les dades de les superfícies i interiors dels cossos planetaris terrestres (Universitat de Washington)
- Cartografia i node científic d'imatges: recopila moltes de les col·leccions de dades d'imatges planetàries més grans (Programa de recerca en astrogeologia dels Servei Geològic dels Estats Units, i el Jet Propulsion Laboratory)
- Node d'interacció de plasma planetari (PPI): maneja dades que consisteixen en la interacció entre el vent solar i els vents planetaris amb magnetosferes planetàries, ionosferes i superfícies (Universitat de Califòrnia a Los Angeles)
- Node de sistemes Ring-Moon: maneja les dades del sistema d'anells planetaris (Institut SETI
- Node de cossos petits (SBN): maneja dades d'asteroides, cometes i pols planetària (Universitat de Maryland)
  - Subnode de cometes (Universitat de Maryland)
  - Subnode de pols interplanetari/asteroide (Planetary Science Institute)

### Nodes de suport
- Node d'enginyeria: proporciona suport d'enginyeria de sistemes al PDS (Jet Propulsion Laboratory)
- Node del Servei d'informació auxiliar i de navegació (NAIF): manté el sistema d'informació SPICE (Jet Propulsion Laboratory)

## Estructura organitzativa
El PDS es divideix en una sèrie de "nodes" de disciplina científica que són curats individualment per científics planetaris.
El Consell de Direcció de PDS és el Consell de Política Tècnica del PDS i proporciona resultats per a la NASA pel que fa a la gestió de dades de ciències planetàries, assegura la coordinació entre els nodes, garanteix la capacitat de resposta a les necessitats del client i supervisa els usos apropiats de les tecnologies d'informació en evolució que poden fer que les tasques de PDS siguin més eficients i més rendibles. Està format pels investigadors principals dels nodes de disciplina científica, juntament amb els líders dels nodes de suport tècnic, el cap de projecte i el cap del projecte adjunt.
L'Oficina de Serveis de Dades d'Exploració del Sistema Solar al Centre de vol espacial Goddard s'encarrega de la Gestió de Projectes de PDS.

## Full de ruta 2017-2026
La NASA i la PDS han participat recentment en el desenvolupament d'un full de ruta per al període 2017 a 2026. El propòsit de l'esforç del full de ruta era esbossar una estratègia per avançar en l'arxivament de dades planetàries sota els auspicis d'un volum de dades en ràpid creixement (gairebé 1 petabyte en l'actualitat), noves capacitats informàtiques, eines i instal·lacions, i una creixent comunitat planetària d'investigadors científics.